# Dve Fridi
Dve Fridi (špansko Las dos Fridas) je oljna slika mehiške umetnice Fride Kahlo. Slika je bilo prvo obsežno delo Fride Kahlo in velja za eno njenih najbolj opaznih slik. Gre za dvojni avtoportret, ki prikazuje dve različici Kahlo, ki sedita skupaj. Ena nosi belo viktorijansko obleko v evropskem slogu, druga pa tradicionalno obleko Tehuana. Slika je shranjena v Museo de Arte Moderno v Ciudad de México.

## Zgodovina
Kahlo je Dve Fridi naslikala leta 1939, istega leta, ko se je ločila od umetnika Diega Rivere, čeprav sta se leto kasneje ponovno poročila. Po besedah Kahlojinega prijatelja Fernanda Gamboe sta sliko navdihnili dve sliki, ki ju je Kahlo videla prej istega leta v Louvru: Dve sestri Théodora Chassériauja in anonimna Gabrielle d'Estrées in ena od njenih sester.
Januarja 1940 sta bili Dve Fridi skupaj s sliko Ranjena miza razstavljeni na mednarodni nadrealistični razstavi v Ciudad de Méxicu.
Slika je ostala v Kahlojini lasti, dokler je leta 1947 ni pridobil Instituto Nacional de Bellas Artes (INBA). INBA jo je 28. decembra 1966 prenesel v Museo de Arte Moderno, kjer je trenutno shranjena.

## Predmet
Nekateri umetnostni zgodovinarji menijo, da dve figuri na sliki predstavljata Fridino dvojno dediščino. Njen oče Guillermo Kahlo je bil Nemec; medtem ko je bila njena mati, Matilde Calderon, Mehičanka. Druga razlaga je, da je Tehuana Frida tista, ki jo je oboževal njen mož Diego Rivera, medtem ko je evropska Frida tista, ki jo je zavračal. Po Fridinih lastnih spominih je slika spomin na namišljenega prijatelja iz otroštva.
Obe Fridi držita predmete v naročju; Mehičanka Frida drži tuljavo, Evropejka Frida pa klešče. Na belo obleko Evropejke Fride priteče kri iz počene krvne žile, ki so jo prerezale klešče. Krvna žila povezuje dve Fridi in se vije od njunih rok skozi njuno srce. Delo namiguje na Kahlojino življenje polno nenehnih bolečin in kirurških posegov ter azteško tradicijo žrtvovanja ljudi. Ker je ta komad dokončala Kahlo kmalu po ločitvi, evropski Fridi manjka delček sebe, njen Diego.
Obe Fridi kažeta odprto srce. Srce pri mehiški Fridi je zdravo, medtem ko je srce evropske Fride odprto in prerezano. Tolmačenje tega je, da ne prikazuje samo dveh ločenih osebnosti, ampak nakazuje nenehno bolečino, skozi katero gre Frida. Tragična prometna nesreča, zaradi katere je ostala priklenjena na posteljo in nato z zdravstvenimi težavami vse življenje, je prikazana skozi dve figuri; ena je šibka, medtem ko je druga močna. Čeprav se figuri zdita ločeni, vena, ki ju povezuje, dodatno simbolizira, da kljub razlikam v figurah obe sestavljata eno Frido; skupaj naredita avtoportret.

## Vpliv
Profesorica hispanističnih študij Sarah M. Misemer meni, da večrasna predstavitev Kahlo, ki jo vidimo v Dveh Fridah, odraža vpliv, ki ga je imela kolonialna doba na rasno demografijo v Mehiki. Poleg tega Misemer trdi, da Kahlo predstavlja sebe kot večrasno osebo kot kulturni simbol za mehiški narod.
Kahlojino delo je navdihnilo ustvarjanje kulturnih izdelkov. Na primer, slika Dve Fridi je navdihnila igro Las Dos Fridas (1998) Bárbare Córcege, Maríe del Carmen Farías in Abrahama Oceranskyja. V tej predstavi dve ločeni igralki igrata različni različici Kahlo, imenovani Espina (Trn) in Flor (Roža). Čeprav imata ta lika različni imeni, naj bi šlo za isto osebo. Espina nosi obleko Tehuana, kot je avtohtona predstavitev Kahlo na sliki, medtem ko Flor nosi obleko iz 1940-ih. V izvirni drami sta Espino in Flor igrala dva od njenih piscev, Córcega in Farías.
Predstava se začne tako, da Flor vpraša Espino o Kahlojini identiteti. Espina nato razloži različne vidike identitete, kot sta njen spol in kariera. Zgodovinarji trdijo, da to različno razumevanje Kahlojine identitete, ki ga nosita Espina in Flor, kaže na večplastno naravo njene lastne identitete. Ta večplastna narava njene identitete se razširi skozi nabor predstave; skica avtoportreta Kahlo je rekvizit na odru. Predstava se nato premakne na dve različici Kahlo, ki igra različne prizore iz svojega življenja, s poudarkom na njenih težavah v zakonu z Rivero, ki je imela med njunim zakonom številne afere z drugimi ženskami. Natančneje, predstava obravnava sram, ki ga Kahlo čuti, kot tudi zanikanje, v katerega je vključena v zvezi z Riverinimi zadevami. Igra tudi poudarja, kako je Kahlo uporabila svojo fizično bolečino, da je manipulirala z Rivero, da je ostal z njo. Misemerjeve študije kažejo, da sta Kahlojina zdravstvena stanja in bolečina preprečili, da bi Rivera prekinil njuno razmerje.